# Bezirk Talsi (2009–2021)
Der Bezirk Talsi (Talsu novads) war ein Bezirk in Lettland, der von 2009 bis 2021 existierte. Bei der Verwaltungsreform 2021 wurde der Bezirk in einen neuen, größeren Bezirk Talsi überführt.

## Geographie
Der Bezirk lag im westlichen Teil des Landes in der Region Kurzeme.

## Bevölkerung
Seit 2009 bestand der Bezirk Talsi, dem sich die meisten Gemeinden des ehemaligen Landkreises anschlossen. 2010 lebten 34.443 Einwohner in den vier Städten und 14 Landgemeinden des Bezirks. Über 95 % der Einwohner bezeichneten sich als Letten. Russen waren die größte der 22 Minderheiten.

## Nachweise
1. ↑  Vides aizsardzības un reģionālās attīstības ministrija (Ministerium für Naturschutz und Regionalentwicklung), Karten und Auflistung der Verwaltungseinheiten, abgerufen am 17. Juli 2021